# Mount Carmel (Illinois)
Mount Carmel – miasto w Stanach Zjednoczonych, w stanie Illinois, siedziba administracyjna hrabstwa Wabash.